# 1,3-二硝基苯
1,3-二硝基苯（代号：m-DNB）又称间二硝基苯，是一种毒性很强的有机化工中间体，主要用于制造间硝基苯胺和间苯二胺。由于该物质具有一定爆炸性，第一次世界大战期间，俄国、德国、瑞士也曾用其装填炮弹和水雷。

## 物理性质
一般条件下的间二硝基苯为淡黄色晶体，晶体密度约为1.575g/cm3，随着温度上升，其密度会逐渐降低：90°C时为1.3644g/cm3，120°C时为1.3349g/cm3，140°C时为1.3149g/cm3，160°C时为1.2957g/cm3。间二硝基苯的假密度较小，施加28.4MPa压强时药柱密度为1.29g/cm3，施加57.4MPa压强时药柱密度升至1.44g/cm3。
间二硝基苯的在室温下微溶于水，可溶于甲醇、乙醇、丙醇、二硫化碳、四氯化碳，易溶于氯仿、苯、甲苯、乙酸乙酯。随着温度升高，溶解度也会相应有所提升：在100°C的水中，间二硝基苯的溶解度可由20°C时的0.02g/cm3升至0.32g/cm3。此外，间二硝基苯在硫酸中的溶解度还受硫酸浓度影响，不同条件下的溶解度数据如下表所示：
| 温度（°C） | 硫酸浓度 | 硫酸浓度 | 硫酸浓度 |
| ---------- | -------- | -------- | -------- |
| 温度（°C） | 70%      | 80%      | 90%      |
| 0          | 0.60     | 1.4      | 7.15     |
| 10         | 0.65     | 1.4      | 7.2      |
| 25         | 0.75     | 1.7      | 7.9      |
| 40         | 0.90     | 1.8      | 9.0      |
| 50         | 1.00     | 2.2      | 10.1     |
| 60         | 1.15     | 2.7      | 11.25    |
| 70         | 1.40     | 3.5      | 13.40    |
| 80         | 1.85     | 4.0      | 16.0     |
| 90         | 2.05     | 4.8      | 18.6     |
| 100        | 3.00     | 6.5      | 22.3     |

间二硝基苯属正交晶系，晶胞参数为a=1.4084nm，b=1.3292nm，c=0.3802nm，V=0.7118nm3，Z=4，空间群为Pna21。

## 化学性质
间二硝基苯的化学性质相较于其同分异构体邻二硝基苯、对二硝基苯而言不活泼，其很难与强碱和氨的水溶液发生反应生成硝基酚盐及硝基苯胺。
在甲醇体系中，间二硝基苯能够与低浓度甲醇钠共热反应，生成黄色针状的3,3'-二硝基氧化偶氮苯，其还能与乙醇钠发生反应生成间硝基苯酚和其他含氧衍生物。此外，间二硝基苯能够与卤素分子发生取代反应生成卤代间二硝基苯及某些氧化产物，与氰化钾反应生成甲氧基硝基苯甲腈。
间二硝基苯在70°C时能与亚硫酸钠反应生成1-氨基-3-硝基-4-苯磺酸钠，同时发生副反应生成间硝基苯胺和硝基酚磺酸。由于该反应进行困难，但邻二硝基苯和对二硝基苯与亚硫酸钠的反应容易进行，因此工业上一般利用这一性质精制间二硝基苯。
间二硝基苯能被氟硼酸硝酰硝化为1,3,5-三硝基苯，反应2小时达到最大产率66%，但产物中混杂有约17%的未反应物，反应3.8小时后产物纯度达到100%，但产率下降至50%。由于该反应产率较低，一般不用于制备1,3,5-三硝基苯。

## 制备工艺
间二硝基苯最早于1841年通过浓硝酸硝化苯制得，1874年，研究者发现该法制得的产物中存在少量邻位和对位同分异构体。1932年，奥托·惠勒系统性的研究了温度对硝硫混酸硝化硝基苯所得产物的异构体比例，其结果如下表所示：
| 温度（°C） | 硝基苯质量（g） | 硫酸质量（g） | 硝酸质量（g） | 反应时间（h） | 熔点（°C） | 熔点（°C） | 二硝基苯产物比例（%） | 二硝基苯产物比例（%） | 二硝基苯产物比例（%） |
| ---------- | --------------- | ------------- | ------------- | ------------- | ---------- | ---------- | --------------------- | --------------------- | --------------------- |
| 温度（°C） | 硝基苯质量（g） | 硫酸质量（g） | 硝酸质量（g） | 反应时间（h） | 蒸馏前     | 蒸馏后     | 间位                  | 邻位                  | 对位                  |
| 124~129    | 246             | 900（98%）    | 284（88%）    | 0.75          | 79.9       | 80.4       | 85.7                  | 13.9                  | 0.4                   |
| 108~113    | 246             | 900（98%）    | 284（88%）    | 1.25          | 81.2       | 82.4       | 87.6                  | 10.2                  | 2.2                   |
| 90~100     | 246             | 900（98%）    | 284（88%）    | 1.5           | 80.0       | 81.1       | 87.0                  | 11.8                  | 1.2                   |
| 65~75      | 246             | 900（98%）    | 284（88%）    | 1.5           | 82.1       | 83.2       | 89.2                  | 8.7                   | 2.1                   |
| 65~69      | 246             | 1500（100%）  | 250 （发烟）  | 1.5           | 83.0       | 83.7       | 89.3                  | 7.7                   | 3.0                   |
| 25~29      | 246             | 1500（100%）  | 250 （发烟）  | 1.75          | 85.0       | 85.7       | 92.6                  | 5.0                   | 2.4                   |
| -5~5       | 246             | 1500（100%）  | 250 （发烟）  | 2             | 86.8       | 87.0       | 94.7                  | 3.5                   | 1.8                   |
| -17~-10    | 24.6            | 150（105%）   | 25 （发烟）   | 4             | 86.9       | 87.3       | 95.1                  | 2.5                   | 2.4                   |

基于上述研究，后续又有团队绘制了混酸比例与硝基苯硝化为二硝基苯进程关系的统计图，确定了该反应进行所需混酸比例及浓度条件，实际使用的混酸一般设置成分为硝酸18%、硫酸80%、水2%，过量约10%。
工业上一般先以硝硫混酸硝化苯制取硝基苯，再以另外配置的硝硫混酸硝化制取二硝基苯，由于对成本的考量及生产线客观差异，不同工厂所用酸液及温度条件会略有差别，但整体原理均为两步硝化。上述流程制得的间二硝基苯需要精制处理：首先将熔融二硝基苯产品送入装有氢氧化钠溶液的洗涤槽强烈搅拌，期间维持溶液温度和碱性；随后加入冷水降温并倒入配置完成的固定量亚硫酸钠溶液，维持槽内温度搅拌2小时后冷却；使用金属网过滤混合液，用水多次淋洗所得晶体，随后熔化除水并在熔融态下减压干燥制得最终产品。
间二硝基苯容易对环境造成污染，含有该物质的废液一般需要经活性炭吸附、溶液提取等方法处理后才能排放。一些团队研究发现使用紫外光照射添加过氧化氢的酸性废液能够很好地降解间二硝基苯，而使用负载在介孔碳氮化物上的纳米二氧化钛催化紫外光光解间二硝基苯也能取得较好效果。此外，传统氧化剂臭氧在氧化铁、氧化亚钴、三氧化钼等金属氧化物的催化下同样能够分解间二硝基苯。

## 下游产品

### 间硝基苯胺
间硝基苯胺是一种精细化工中间体，主要通过间二硝基苯还原制备。工业成熟制法使用多硫化钠作为还原剂，产率约为87%，但存在废料过多缺陷。此外，也可通过水-一氧化碳体系或氢气经催化加氢工艺完成还原反应：选择钌-锡氧化物/氧化铝催化剂、乙醇为溶剂、100°C下设置氢气压力4MPa，反应2小时后产率97%；以硒粉作催化剂、四氢呋喃为溶剂、160°C下设置一氧化碳初压1MPa，反应3小时后产率约为95.7%；以硫粉为催化剂、四氢呋喃为溶剂、180°C下设置一氧化碳初压6MPa，反应4小时后产率约为94%；使用铂碳催化剂和少量助剂、以甲醇为溶剂、多次使用氢气充降压，反应结束后最佳产率83.3%。间二硝基苯与氢气在催化剂作用下的反应历程如下：

### 间苯二胺
间苯二胺是一种具有较强偶氮化能力的化工原料，主要用于生产染料和化工助剂，也可用于生产特种纤维和间苯二酚。间苯二胺主要由间二硝基苯还原制取，主流的生产方法包括化学还原、催化加氢和电解还原。
传统的化学还原法即以铁粉作为还原剂，在酸性体系中将间二硝基苯还原为间苯二胺，该法产率约为75%，会产生大量四氧化三铁及酸性废液，污染较为严重。在此基础上，一些研究团队对还原试剂进行了改进：氯化铁-锌粉-二甲基甲酰胺-水体系反应可在中性介质中进行，45分钟产率81%；铁粉-氯化铵体系反应也在中性介质中进行，2小时产率73%；在铝-氯化铵体系下使用超声浴处理，1.15小时产率70%。
目前关于催化加氢法的研究较多，先后出现了多种催化剂方案：
| 催化剂 | 溶剂      | 氢气压力（MPa） | 反应温度（°C） | 反应时间（h） | 产率             | 参考文献 |
| --- | --------- | --------------- | -------------- | ------------- | ---------------- | -------- |
| 纳米金/二氧化钛 | 异丙醇-水 | 光催化          | 光催化         | 3             | ≈100%            | [ 24 ]   |
| 镍-铂/碳 | 甲醇      | 3.44            | 96             | -             | 99.5% （选择率） | [ 25 ]   |
| KT-02型催化剂（镍/二氧化硅） | 甲醇      | 1.5             | 100~110        | 0.75          | 97%              | [ 26 ]   |
| 铂/二氧化钛-氧化铝 | 乙醇      | 8.1             | 90             | 22            | 96%              | [ 27 ]   |
| 镍骨架催化剂 | 苯        | 4~4.5           | 120~130        | -             | 96%              | [ 28 ]   |
| 钯-钌/碳 | 甲醇      | 1.5             | 120            | 1.5           | 95%              | [ 29 ]   |
| 纳米钌/PVP-二氧化硅 | 甲醇      | 1.5             | 80             | 1.5           | 94.6%            | [ 30 ]   |
| 氧化镧-镍/二氧化硅 | 乙醇      | 2.6             | 100            | -             | 94%              | [ 31 ]   |
| 空心结构镍/二氧化硅 | 无水乙醇  | 3               | 100            | 4             | 94%              | [ 32 ]   |
| 注：本表格仅标注文献提及的最佳反应结果，其余结论请查阅具体文献；催化剂一栏仅标注主要组成成分，其结构、负载物质等请查阅具体文献，采用不同方法制备的相同成分催化剂性能差异显著。 |           |                 |                |               |                  |          |

电解还原法利用电化学原理还原间二硝基苯。当采用钛-二氧化钛作为阴极、铅作阳极、10%硫酸作电解液、控制溶液温度70至80°C直至反应结束，间二苯胺产率约为83%。采用铜作阴极、石墨作阳极、乙醇与15%盐酸的混合液为阴极液、10%盐酸为阳极液、控制溶液温度40°C反应36分钟，间二苯胺产率74.2%。

## 爆炸性能
间二硝基苯氧平衡为-95.17%，属负氧平衡炸药，其爆热为3.43MJ/kg，爆容635L/kg，1.5g/cm3时爆速6100m/s。间二硝基苯爆轰感度较差，未经压制的药粉需要1.5g雷汞雷管才能起爆，当被压至1.29g/cm3时，需要3g雷汞雷管起爆，而当密度上升至1.44g/cm3时，3g雷汞雷管也不能起爆该药。

## 毒性与危害
间二硝基苯具有多种毒性，其大鼠经口半数致死量为83mg/kg，人经口最低致死量28mg/kg，中毒血浓度1mg/L。
间二硝基苯具有神经系统毒性，大鼠在多次以10mg/kg剂量口服该物质后出现共济失调症状并伴有急性脑病，表现出类似硫胺素缺乏的脑损伤症状，星形胶质细胞、少突胶质细胞、血管、次级神经元等均有损伤。此外，实验大鼠脑部还出现有双侧对称空泡化、脑干与小脑点状出血等病变。
间二硝基苯具有睪丸毒性，且毒性随着年龄提高有增加趋势。在对大鼠的实验中，31天的大鼠睪丸未表现出明显损伤，但120天的大鼠睪丸出现明显异常：精原细胞和精子异变、出现多核巨细胞、生精上皮空泡化或整体破坏等。塞尔托利氏细胞可能是间二硝基苯睪丸毒性的主要靶细胞，睪丸毒性随着年龄提高而增加的现象也与其敏感度上升有关。
间二硝基苯还具有肝毒性，其在相关酶作用下会被代谢为间硝基苯胺，期间产生间亚硝基硝基苯中间体，引起乳酸脱氢酶渗漏及半乳糖消耗减少。此外，该代谢过程还会伴随有一氧化氮和亚硝酸盐的合成及释放。
目前对间二硝基苯毒性作用机理的探究有限，一些研究认为：暴露于间二硝基苯会导致活性氧增加并造成部分蛋白质羰基化，抑制丙酮酸脱氢酶、腺苷脱氨酶等关键酶活性，导致细胞代谢紊乱并引起氧化应激和线粒体功能障碍。在此基础上，对间二硝基苯睪丸毒性的研究还指出该物质代谢产物可能与生物大分子结合，而这类大分子加成物也可能对相关细胞造成损伤。
间二硝基苯可经人体皮肤和呼吸道吸收，由其引起的实际中毒病例中，轻度患者一般表现出发绀、头晕、乏力症状，中度和重度患者则还可能伴有高铁血红蛋白症、海因兹小体升高、网织红细胞增多、肝功能异常等症状。患者入院后应立即去除污染衣物并用清水反复擦拭皮肤，同时静脉滴注亚甲蓝加葡萄糖溶液及维生素，严重患者还可额外使用地塞米松和肝肾保护药物。除上述病症外，儿童患者的尿液还可能呈葡萄酒色或棕黑色，救治时需根据实际情况额外给药。